# Piotr Zdziechowski
Piotr Zdziechowski herbu Łodzia – wojski większy sieradzki w latach 1686–1700, komornik ziemski łęczycki w 1674 roku.
Był elektorem Michała Korybuta Wiśniowieckiego z województwa łęczyckiego w 1669 roku. W 1674 roku był elektorem Jana III Sobieskiego z województwa łęczyckiego. 